# El Espíritu de mi Mamá
El Espíritu de mi Mamá es una película de largometraje hondureña de lengua española producida por Alí Allié sobre el viaje de una mujer garifuna que vuelve a su casa natal en Honduras para conectar con sus raíces culturales. 
La película se estrenó en 1999 en el festival de cine South by Southwest. Más tarde se volvió a proyectar en su estreno en el Festival de Cine Internacional Dawn Breakers en Fénix. Su versión en DVD salió a la venta en el 2002 por Vanguard Cinema y era la primera película ficticia con protagonistas garífunas.  
La película también demuestra en distintas escenas los rituales religiosos de los garífuna con canciones tradicionales y el baile tradicional del norte de Honduras, la punta.

## Proyecciones y estrenos
- South by Southwest (Tejas)
- Festival Panafricano de Cine y Televisión de Uagadugú (FESPACO) (Burkina Faso)
- Cine Internacional Negro (Berlín)
- Festival Internacional de Cine de Zanzíbar (Tanzania)
- Urban World (Nueva York)
- Festival Internacional de Cine de Montreal (Montreal)
- Jornada de Cinema da Bahia (Brasil)
- CineLatino (San Francisco)
- Festival Internacional de Cine Latino de Los Ángeles (Los Ángeles)
- Cine de las Américas (Miami)
- Film Arts (San Francisco)
- Festival de Cine de Savannah (Georgia)
- Festival de Cine Internacional de la Diáspora Africana  (Nueva York)
- Festival de Cine Panafricano (Los Ángeles)
- Festival de Cine Pancultural (Houston)
- Festival de Cine de Ann Arbor (Míchigan)
- Festival de Cine Internacional Latino de Chicago (Illinois)
- Festival de Cine de Atenas (Ohio)
- Cine-Fiesta (Montreal)
- Museo Nacional de Historia Estadounidense (Washington D. C.)

## Reseñas
"Un estreno de drama etnográfico que gana en sinceridad lo que carece evidentemente en presupuesto... retrata vívidamente a la cultura". -- Variety (semanario estadounidense)
"Una perspectiva original de la trama de hija y madre. El Espíritu de Mi Mamá es un ensayo de película único que une técnicas narrativas y documentales. El director Allié cuenta la historia de una mujer que busca conectar con su madre, y cuenta la historia de las tradiciones y cultura garífuna que están en riesgo". -- Heather Courtney, South by Southwest (festival de cine)